# Pierre Étienne Rémillieux
Pierre Étienne Rémillieux (Vienne (Isère), 1811 - Lió, 1856) fou un pintor francès. Alumne del Claude Bonnefond i l'Augustin Thiérrat a l'École nationale des beaux-arts de Lyon, va exposar al Salon de Paris (1841-1855), va obtenir una medalla de tercera classe el 1841 i de segona el 1847.

## Obres exposades en museus
- Lió, Musée des Beaux-Arts, Groupe de fleurs dans une coupe de fleurs, - Fleurs et fruits,
- Montpeller, Musée Fabre, Vase de Fleurs.